# Ulolonche disticha
Ulolonche disticha är en fjärilsart som beskrevs av Morrison 1875. Ulolonche disticha ingår i släktet Ulolonche och familjen nattflyn. Inga underarter finns listade i Catalogue of Life.